# 仙人掌地雀
仙人掌地雀（学名：Geospiza scandens），是雀形目唐纳雀科的一种鸟类。
仙人掌地雀体重约22.7克，翼长约72.2毫米，嘴峰长约20.4毫米，喙宽度约7毫米，喙厚度约8.4毫米，跗蹠长约22.2毫米，尾长约40.8毫米。仙人掌地雀在其分布区内为留鸟，其栖息在半开放的灌木丛中，食性为草食性。

## 亚种
- ：分布于加拉帕戈斯群岛的圣地亚哥岛和拉维达岛。
- ：分布于加拉帕戈斯群岛的圣菲岛、弗雷里安納島、平松岛、圣克鲁斯岛、伊莎贝拉岛。
- ：分布于加拉帕戈斯群岛的平塔岛。
- ：分布于加拉帕戈斯群岛的马切纳岛。[4]